# ナチ女性団

ナチ女性団の章

ナチ女性団（ドイツ語: NS-Frauenschaft, NSF）は、1931年から1945年までナチス・ドイツに存在した国民社会主義ドイツ労働者党（ナチ党）の女性組織。ナチ女性団の他、ナチ婦人団とも表記される。

## 概要
1931年10月、それまで複数存在していたナチスの女性団体を統一する形で、ナチ党の正式な女性組織として創設された。初代指導者には1923年に「赤色ハーケンクロイツ」を結成したエルスベート・ツァンダーが就任したが、同等の権限をもたされたグイダ・ディールと対立し、その後一時は男性が指導者となったが会員に受け入れられずに短期間で辞任し、ナチ国民福祉団のエーリヒ・ヒルゲンフェルトが指導者となるなど混乱が続いた。

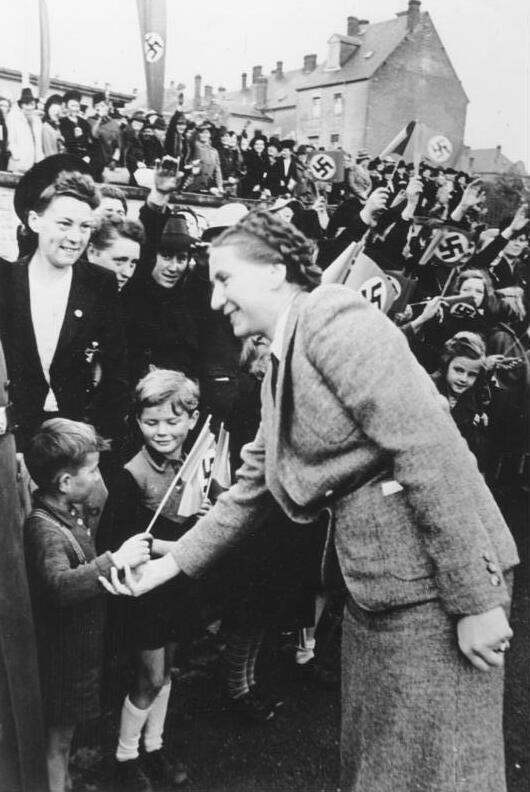
ゲルトルート・ショルツ＝クリンク

1934年2月、ナチ指導部は女性団体の強制的同質化と女子労働奉仕団の構築に功績のあったゲルトルート・ショルツ＝クリンクを代表指導者とした。ショルツ＝クリンクは1934年11月にヒトラーから「全国女性指導者 Reichsfrauenführerin」の称号を与えられるなど就任後短期間で権力基盤を固め、1945年の敗戦まで指導者としてNSFおよびドイツ女性事業団（DFW。非ナチ女性団体をまとめて1933年に発足した女性団体）を掌握し続けた。
1939年時点で、NSFの個人会員は200万人、ドイツ女性事業団の会員は400万人にのぼり、その巨額の会費収入によってナチ党の財政基盤の一角を築いた。